# Центральный банк Йемена
Центральный банк Йемена (англ. Central Bank of Yemen) — центральный банк Йеменской Республики.

## История
В 1971 году в Северном Йемене на базе государственного Комитета по йеменской валюте создан государственный Центральный банк Йемена. В 1972 году в Южном Йемене создан государственный Банк Йемена. .
В 1990 году, после объединения двух государств, Центральный банк Йемена (северного) объединён с Банком Йемена (южного) в единый Центральный банк Йемена.